# Europæiske Økonomiske Fællesskab
Det Europæiske Økonomiske Fællesskab (EØF) var en international organisation oprettet ved Rom-traktaten i 1957 for at skabe økonomisk integration mellem Belgien, Frankrig, Tyskland, Italien, Luxembourg og Holland.
Derefter voksede det til at indbefatte seks andre lande, og fra Fusionstraktaten i 1967 styrede dets institutioner også Det Europæiske Kul- og Stålfællesskab (EKSF) og det Europæiske Atomenergifællesskab (Euratom) under betegnelsen Europæiske Fællesskaber. Da den Europæiske Union (EU) blev dannet i 1993, blev EØF omdannet til det Europæiske Fællesskab (EF), en af EU's tre søjler, hvor dennes institutioner blev videreført som EU's.
| Underskrevet Ikrafttrædelse Dokument | 1948 Bruxelles-traktaten                      | 1951 1952 Paris-traktaten      | 1954 1955 Ændrede Bruxellestraktat           | 1957 1958 Rom-traktaterne                    | 1965 1967 Fusionstraktaten                   | 1975 - Rådsmødekonklusioner                  | 1985 Schengen-traktaten                      | 1986 1987 EF-pakken                          | 1992 1993 Maastricht-traktaten               | 1992 1993 Maastricht-traktaten | 1997 1999 Amsterdam-traktaten | 2001 2003 Nice-traktaten  | 2007 2009 Lissabon-traktaten | 2007 2009 Lissabon-traktaten |  |
|                                      |                                               |                                |                                              |                                              |                                              |                                              |                                              |                                              |                                              |                                |                               |                           |                              |                              |  |
| Den Europæiske Unions tre søjler:    |                                               |                                |                                              |                                              |                                              |                                              |                                              |                                              |                                              |                                |                               |                           |                              |                              |  |
| Europæiske Fællesskaber:             |                                               |                                |                                              |                                              |                                              |                                              |                                              |                                              |                                              |                                |                               |                           |                              |                              |  |
|                                      | Det Europæiske Atomenergifællesskab (EURATOM) |                                |                                              |                                              |                                              |                                              |                                              |                                              |                                              |                                |                               |                           |                              |                              |  |
|                                      |                                               |                                | Det Europæiske Kul- og Stålfællesskab (EKSF) | Det Europæiske Kul- og Stålfællesskab (EKSF) | Det Europæiske Kul- og Stålfællesskab (EKSF) | Det Europæiske Kul- og Stålfællesskab (EKSF) | Traktaten ophørte i 2002                     | Traktaten ophørte i 2002                     | Traktaten ophørte i 2002                     |                                | Den Europæiske Union (EU)     | Den Europæiske Union (EU) |                              |                              |  |
|                                      |                                               |                                | Det Europæiske Økonomiske Fællesskab (EØF)   |                                              |                                              |                                              |                                              |                                              |                                              |                                | Den Europæiske Union (EU)     | Den Europæiske Union (EU) |                              |                              |  |
|                                      |                                               |                                |                                              | Schengen-samarbejdet                         |                                              |                                              | Det Europæiske Fællesskab (EF)               | Det Europæiske Fællesskab (EF)               |                                              |                                | Den Europæiske Union (EU)     | Den Europæiske Union (EU) |                              |                              |  |
|                                      |                                               | TREVI                          | TREVI                                        | TREVI                                        | Retlige og indre anliggender (RIA)           |                                              | Det Europæiske Fællesskab (EF)               | Det Europæiske Fællesskab (EF)               |                                              |                                | Den Europæiske Union (EU)     | Den Europæiske Union (EU) |                              |                              |  |
|                                      | Politi- og strafferetligt samarbejde (PSS)    | TREVI                          | TREVI                                        | TREVI                                        | Retlige og indre anliggender (RIA)           |                                              |                                              |                                              |                                              |                                | Den Europæiske Union (EU)     | Den Europæiske Union (EU) |                              |                              |  |
|                                      |                                               |                                |                                              |                                              | Europæiske Politiske Samarbejde (EPS)        | Fælles udenrigs- og sikkerhedspolitik (FUSP) | Fælles udenrigs- og sikkerhedspolitik (FUSP) | Fælles udenrigs- og sikkerhedspolitik (FUSP) | Fælles udenrigs- og sikkerhedspolitik (FUSP) |                                | Den Europæiske Union (EU)     | Den Europæiske Union (EU) |                              |                              |  |
| Vestunionen (WU)                     | Vestunionen (WU)                              | Den Vesteuropæiske Union (WEU) | Den Vesteuropæiske Union (WEU)               | Den Vesteuropæiske Union (WEU)               | Den Vesteuropæiske Union (WEU)               | Den Vesteuropæiske Union (WEU)               | Den Vesteuropæiske Union (WEU)               |                                              |                                              |                                |                               | Den Europæiske Union (EU) |                              |                              |  |
| Vestunionen (WU)                     | Vestunionen (WU)                              | Den Vesteuropæiske Union (WEU) | Den Vesteuropæiske Union (WEU)               | Den Vesteuropæiske Union (WEU)               | Den Vesteuropæiske Union (WEU)               | Den Vesteuropæiske Union (WEU)               | Den Vesteuropæiske Union (WEU)               | Traktaten ophørte i 2011                     |                                              |                                |                               |                           |                              |                              |  |
|                                      |                                               |                                |                                              |                                              |                                              |                                              |                                              |                                              |                                              |                                |                               | v d r                     |                              |                              |  |